# Regimentul VIII Dragoș No. 29
Regimentul VIII Dragoș No. 29 a fost o unitate de infanterie, de nivel tactic, din trupele permanente ale Armatei României. Unitatea a fost înființată în 1891 prin fuziunea Regimentului VIII de Linie - înființat în 1868 și Regimentului 29 Dorobanți, înființat în 1880. Pe tot parcursul existenței sale a făcut parte din organica Brigăzii 16 Infanterie, fiind dislocat la pace în garnizoana Dorohoi. La mobilizare, regimentul constituia încă o unitate, Regimentul 69 Infanterie, din rezerviști proveniți din Cercul de recrutare „Dragoș Vodă”.:p. 143